# Herminia neglecta
Herminia neglecta är en fjärilsart som beskrevs av Krausse 1912. Herminia neglecta ingår i släktet Herminia och familjen nattflyn. Inga underarter finns listade i Catalogue of Life.